# Closes del Tec, del Vernar i la Mugueta
Les Closes del Tec, del Vernar i la Mugueta és una zona humida situada al terme municipal de Peralada i tenen una superfície de 18,31 hectàrees. El seu funcionament hidrològic està regulat pel rec Madral i la Mugueta.
Es tracta d'uns terrenys situats a l'entorn de la Mugueta, una antiga desembocadura del riu Muga, que avui té un ús com a rec agrícola. L'espai està constituït actualment per un mosaic de cultius, prats, pastures i canyissars, així com per boscos de ribera localitzats als marges de la Mugueta.
La vegetació està formada bàsicament per prats de dall i canyissars, a més dels conreus i el bosc de ribera ja esmentats.
En aquesta zona humida hi és present l'hàbitat d'interès comunitari 6510 Prats de dall de terra baixa i de la muntanya mitjana (Arrhenatherion).
En el cas de les Closes del Tec, del Vernar i la Mugueta, una part important de l'àrea està ocupada per conreus extensius de secà, que han substituït en una bona part de la superfície l'ús tradicional corresponent a les closes. Caldria recuperar les closes, si més no en les zones més salines on la productivitat agrícola és més baixa. Cal destacar també la mala qualitat de les aigües de la Mugueta, que caldria millorar per potenciar la biodiversitat de l'espai.

Les Closes del Tec, del Vernar i la Mugueta presenten diverses figures de protecció. Forma part del Parc Natural dels Aiguamolls de l'Empordà i s'inclouen també dins l'espai del PEIN i la Xarxa Natura 2000 ES0000019 Aiguamolls de l'Empordà. Es troben també dins la Reserva Natural Integral I del Aiguamolls de l'Empordà, Els Estanys